# Seo Ji-yeon
Seo Ji-yeon (kor. 서지연, ur. 3 marca 1993 w Seulu) – koreańska szablistka, brązowa medalistka olimpijska i srebrna medalistka mistrzostw świata.
Podczas igrzysk olimpijskich w Rio de Janeiro w 2016 roku była piąta w zawodach drużynowych i dwudziesta indywidualnie. Brała też udział w igrzyskach olimpijskich w Tokio, gdzie Koreanki w składzie: Kim Ji-yeon, Yoon Ji-su, Seo Ji-yeon i Choi Soo-yeon wywalczyły brązowy medal. W rywalizacji indywidualnej tym razem nie wystartowała.
Na mistrzostwach świata w Lipsku w 2017 roku zdobyła srebrny medal w zawodach drużynowych. 
Zdobyła też między innymi srebrne medale indywidualnie i drużynowo na mistrzostwach Azji w Hongkongu w 2017 roku.